# Петровскаја
Петровскаја (рус. Петровская) насељено је место руралног типа (станица) на југозападу европског дела Руске Федерације. Налази се у западном делу Краснодарске покрајине и административно припада њеном Славјанском рејону.
Према подацима националне статистичке службе РФ за 2010, станица је имала 13.554 становника и била је друго по величини насеље у припадајућем рејону, одмах после Славјанска на Кубану.

## Географија
Станица Петровскаја се налази у западном делу Краснодарске покрајине на територији делте Кубања, свега 5 километара западније од Протоке, највећег рукавца реке Кубањ. Налази се на око 20 км северозападно од рејонског центра, града Славјанска на Кубану, односно на око 80 км северозападно од административног центра Покрајине, града Краснодара. Село лежи на надморској висини од свега 2 метра.

## Историја
Село су 1823. основали Кубањски Козаци, а 1842. оно добија званичан статус козачке станице. Иако се у границама Славјанског рејона налази од његовог оснивања 1924, једно кратко време, у периоду 1934−1953. станица Петровскаја је била административним центром засебног Чернојераковског рејона.

## Демографија
Према подацима са пописа становништва 2010. у селу је живело 13.554 становника.
| 1939.  | 1959.  | 1979.  | 1989. | 2002.  | 2010.  |
| ------ | ------ | ------ | ----- | ------ | ------ |
| 10.722 | 10.161 | 11.111 | [ 2 ] | 13.170 | 13.554 |